# Xã Kinsman, Quận Trumbull, Ohio
Xã Kinsman (tiếng Anh: Kinsman Township) là một xã thuộc quận Trumbull, tiểu bang Ohio, Hoa Kỳ. Năm 2010, dân số của xã này là 1.876 người.